# 威睿科技
威睿科技股份有限公司，簡稱威睿科技（Genie Networks），為台灣的電信設備軟體開發商，2000年成立，總部位於台北市。威睿科技主要客戶為全球超過40個國家的的電信商與網路服務提供商。2018年， 威睿科技在台興櫃上市。